# Hamza ibn Abd-al-Múttalib
Hamza ibn Abd-al-Múttalib al-Haiximí al-Quraixí (àrab: حمزة بن عبد المطلب الهاشمي القرشي, Ḥamza b. ʿAbd al-Muṭṭalib al-Hāximī al-Quraxī) va ser l'oncle patern i company del profeta Muhàmmad, fill d'Abd-al-Múttalib ibn Hàixim i de Hala bint Wuhayb.
Inicialment oposat a la nova religió, una vegada convertit en fou un dels més acèrrims partidaris. Es va enfrontar a Abu-Jahl, que havia insultat al Profeta, va combatre el clan jueu dels Banu Qaynuqà i es va distingir a la batalla de Badr el 624, però el 625 va morir a mans de l'esclau abissini Wahxí ibn Harb a la batalla de l'Úhud.
Hamza és molt popular a la literatura de Java, protagonitzant moltes històries sota el nom de Ménak.